# Joan Salvat-Papasseit

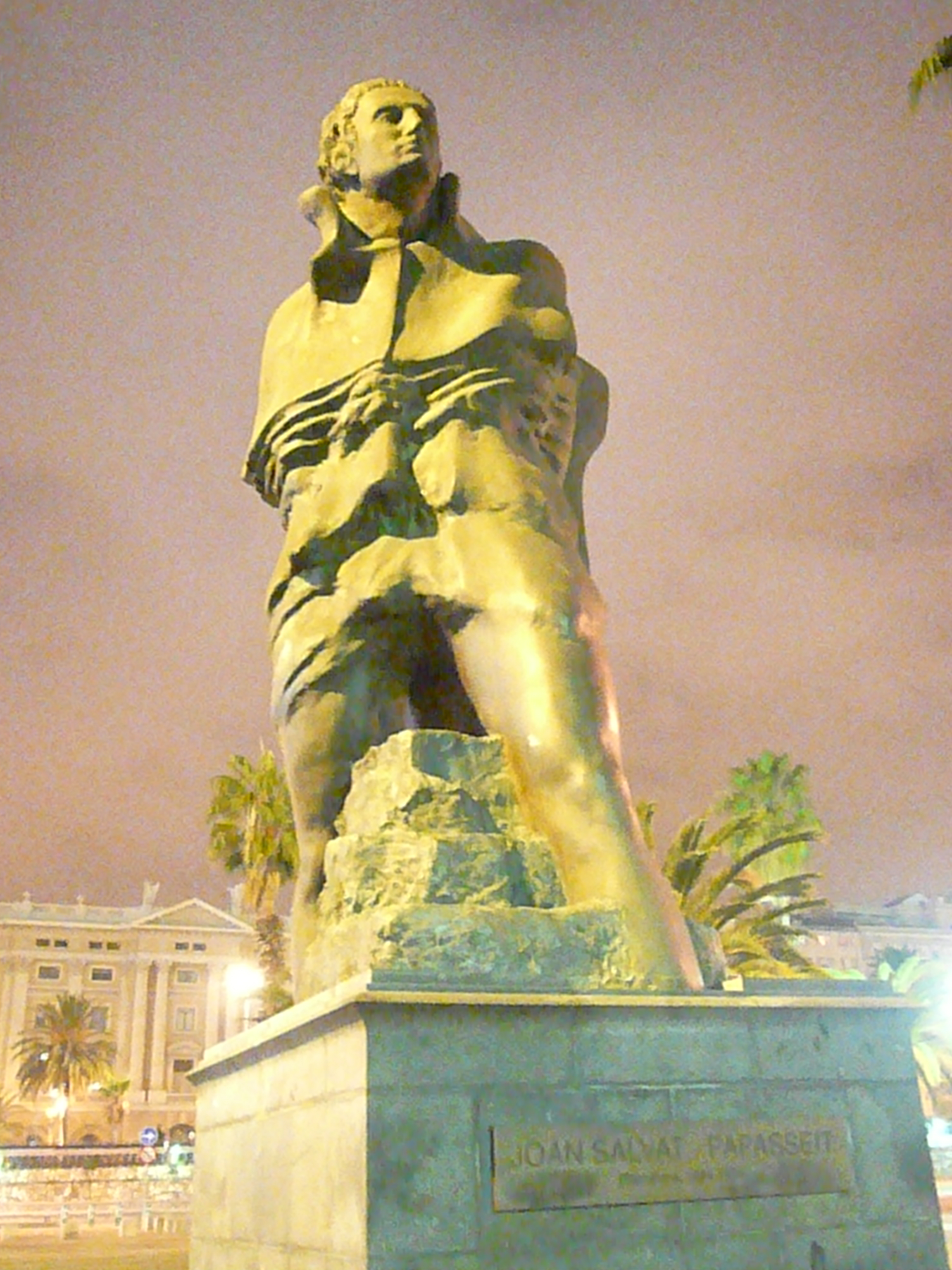
Denkmal für den Dichter in Barcelona (Hafen).

Joan Salvat-Papasseit (* 16. Mai 1894 in Barcelona, Spanien; † 7. August 1924 ebenda) war ein katalanischer Dichter und Autor, der hauptsächlich in katalanischer Sprache schrieb, jedoch in seiner Anfangszeit mehrere Essays in Spanisch verfasste.

## Werk
Salvat-Papasseits Werk umfasst eine Periode von weniger als zehn Jahren und zeigt, nach den anfänglichen sozialistischen Bekundungen im Jahre 1916, besonders in seiner Poesie eine Mischung von avantgardistischen und traditionellen Einflüssen. 1920 veröffentlichte er ein Erstes Manifest der Katalanischen Futuristen. Er gründete und war Mitgründer dreier kurzlebiger Literaturzeitschriften. 1924 verstarb er an Tuberkulose. Sein Grab befindet sich auf dem Friedhof Cementiri de Montjuïc in Barcelona.

## Nachwirkungen
Seine Dichtungen sind einem breiten Publikum erst in den letzten Jahrzehnten durch Zitate und musikalische Arrangements von katalanischen Liedermachern aus Spanien und Frankreich bekannt geworden. Zu den Liedermachern zählen Lluís Llach, Ovidi Montllor, Guillermina Motta, Xavier Ribalta, Joan Manuel Serrat, Martí Llauradó und Rafael Subirachs sowie Carles Andreu in Frankreich.
Im Hafenbecken Moll de la Fusta in Barcelona, wo Salvat-Papasseit einige Zeit als Nachtwächter arbeitete, steht eine vom luxemburgischen Bildhauer Rob Krier geschaffene Statue des Dichters, auf deren Sockel befindet sich eine Plakette, die sein Gedicht Nocturn per a acordió trägt.

## Gedichtbände
- Poemes en ondes hertzianes (Gedichte in Hertzschen Wellen), 1919. Das Frontispiz wurde von Joaquín Torres García gestaltet.
- L’irradiador del Port i les gavines (Der Hafenleuchtturm und die Seemöven), 1921, Kindler.
- Les conspiracions (Die Verschwörungen). Llibreria Nacional Catalana, Bercelona 1922.
- La gesta dels estels (Die Errungenschaften der Sterne). La Revista, Barcelona 1922.
- El poema de la rosa als llavis (Gedicht von der Rose in den Lippen), mit Illustrationen von Josep Obiols, auch in Form eines Cal-ligrama. Llibreria Nacional Catalana, Barcelona 1923.
- Óssa menor (Kleiner Bär), Últimos poemas de vanguardia, acompañados deotros, de diferentes épocas, dispersos. Barcelona  1925 posthum veröffentlicht.
- Postals a les filles. Ed. de la Magrana, Barcelona 1986, ISBN 84-7410-252-9.

## Essais und Artikel
- Glosas de un socialista, 1916
- Humo de fábrica, 1918
- Mots propis, eine Serie von Essis, die von Nietzsche und Joaquin Torres García beeinflusst waren und in der von ihm gegründeten Literaturzeitschrift Un Enemic del Poble in den Jahren 1917 bis 1919 gedruckt wurden.
- La ploma d’Aristarc, unveröffentlicht
- Sóc jo que parlo als joves, 1919
- Concepte de poeta, 1919
- Contra els poetes amb minúscula: primer manifest català futurista, 1920

## Gesamtwerk und zweisprachige Veröffentlichungen (katalanisch, spanisch)
- Obra completa. Poesia i prosa. Galàxia Gutenberg - Cercle de Lectors, Barcelona 2006

zweisprachig, übertragen jeweils von José Batlló:
- Antologia. Ediciones Saturno, Barcelona 1972
- Cincuenta poemas de Joan Salvat-Papasseit, Ediciones Lumen, Barcelona 1977
- Poemas de amor, Ediciones Taurus, Madrid 1984